# Ján Gajdoš (varhaník)
Ján Gajdoš (26. června 1903 Maňa, Slovensko – 24. března 1980 Banská Bystrica, Slovensko) byl slovenský varhaník, sbormistr a hudební skladatel.

## Životopis
Studoval hru na varhany na Hudobní a dramatické akademii v Bratislavě v letech 1934–1938. Po absolvování školy se stal varhaníkem a sbormistrem v Banské Bystrici. Založil a řídil Městskou hudební školu a vyučoval na gymnáziu A. Sládkoviče. Zakládal pěvecké sbory, zejména na školách. Pořádal koncerty chrámové hudby na kterých sám vystupoval. Sbíral a upravoval lidové písně. Opravoval a restauroval staré varhany.

## Dílo
Komponoval převážně chrámovou hudbu. Kromě vlastních skladeb spartoval řadu starších skladeb z banskobystrického archivu.
Chrámové skladby
- Missa Pastoralis
- Missa Puer natus
- Te Deum
- Veronicae
- 3 Ave Maria

Jiné skladby
- Cigánske piesne
- Zbierka ľudových piesní v Veľkej Mane